# 白喉
白喉（Diphtheria）是由一種被稱為白喉棒狀桿菌的細菌所感染造成的。症狀可以從輕微到嚴重，且一般通常是於接觸到致病菌二到五天後開始出現症狀。剛開始出現的症狀通常進展得較和緩，伴隨有喉嚨痛和發熱。而嚴重的病人其喉嚨會出現灰色或白色的斑塊 ，這些斑塊可以阻塞呼吸道並且讓患者在咳嗽時產生如同狗吠一樣的叫聲，稱為義膜性喉炎。脖子會因為腫脹的淋巴結而部分腫大。另外也有一種形式的白喉會感染皮膚、眼睛或者生殖器官。併發症包含有心肌炎、神經發炎、蛋白尿，還有因為血小板低下而造成的流血不止的狀況。心肌炎可能會導致心律不整，而神經發炎則可能導致癱瘓。
白喉通常是經由直接接觸或是飛沫傳染。也可以經由受到汙染的物品而擴散出去。有些白喉帶原的人可能沒有症狀，但仍有能力傳播疾病給其他人。白喉桿菌有三種分型，分別能造成不同嚴重程度的疾病。感染後的症狀通常是由細菌所製造的外毒素所引起的。觀察喉嚨的外觀並透過喉頭取樣培養可以幫助建立診斷。過去曾被感染過者未來仍舊有感染的機會。
白喉疫苗（即所謂的白喉類毒素疫苗），對於預防感染是相當有效的，並且以不同的配方製成。白喉疫苗會和破傷風疫苗、百日咳疫苗共同施打，在孩童時期施打約三或四劑。每隔十年會再建議施打。施打後是否已具有免疫力會藉由抽血檢驗抗毒素抗體的量來確認。治療包括使用抗生素紅黴素和青黴素。對於那些已經暴露在感染源的人，這些抗生素或許也能用來預防感染。嚴重感染的病患有時也需要接受氣管切開術。
2013年官方正式報導有4,700個案例，相較於1980年將近100,000個案例已大幅下降。然而據傳在1980年代，每年仍有將近一百萬的病例產生。目前的案例大多發生在撒哈拉以南的非洲、印度和印尼。在2013年，死亡人數已從1990年的8,000名減少至3,330名。在白喉流行的區域，主要感染者為孩童。因為廣泛的疫苗施打讓已開發國家中的白喉案例變得非常稀少 。在1980到2004年之間在美國只有57名案例被報導。被感染後死亡率大約在5%到10%之間。這種疾病早在西元五世紀就由希波克拉底所記載過。而白喉桿菌是在1882年由愛德恩·克雷伯發現。

## 历史
1826年，法國醫師比埃尔·布勒扎诺將此病命名為白喉（diphthérite）（意為「皮革」），用以描述喉嚨假膜（pseudomembrane）的表現。
白喉曾经是大规模频繁爆发的恐怖疾病。一段发生1735年－1740年的流行，在新英格兰某些城镇据说导致10岁以下儿童80%死亡。
1920年代美国每年有10-20万患者，死亡人数约1万3千－1万5千人。兒童是白喉主要患者及死者。其中一次最著名的爆發是發生於1924年底至1925年初在美国阿拉斯加州西部的一个城镇诺母（Nome）。為控制疫情，在嚴寒冬天中將白喉血清以狗拉雪橇接力方式花5天半從尼納納（Nenana）急送至路程相距1085公里的諾母。此行動如今演變為艾迪塔羅德狗拉雪橇比賽。
1890年代，德国医师埃米尔·阿道夫·冯·贝林开发出一种抗毒劑，并不杀死白喉病箘，而是抑制已释放到患者体内的毒素。他因为发现和研制出抗白喉血清获得第一个诺贝尔医学奖。（美国的William H. Park，Anna Wessels Williams和巴斯德研究院的科学家Emile Roux，Martin Chaillou同期也独立研制出白喉抗生素）。首度成功的白喉疫苗于1923年研制成功。但是抗生素并未用于治疗白喉直到二战后开发出磺胺类药物。

## 机理
白喉棒狀桿菌所分泌的外毒素促进EF-2的ADP-核糖基化，破壞其活性。失去活性的EF-2無法發揮其在真核蛋白質轉譯期间移动合成中的多肽鏈之功能。由於白喉毒素不能被抗毒素中和，所以當患者有疑似有白喉棒狀桿菌的感染時，必須以靜脈注射抗毒素治療。

## 标志和症状

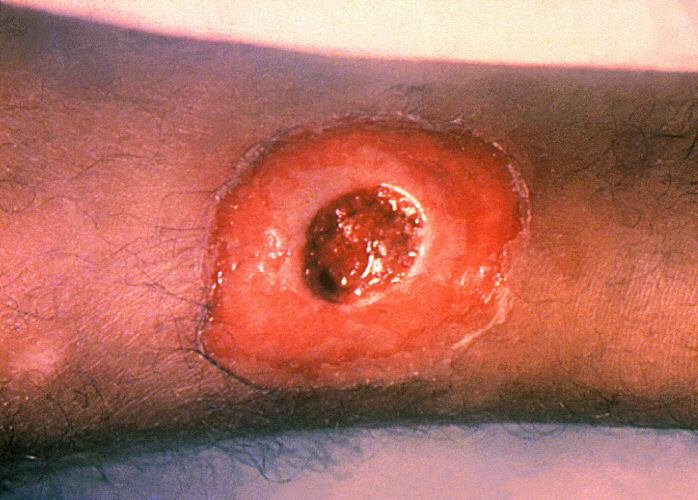
腿部白喉皮肤损伤

以白喉的上呼吸道感染來說，一般有潜伏期二至五日。發作通常是逐漸的。病徵包括疲勞、發燒、輕微的喉痛以及吞嚥困難。而以受感染的兒童來說，病徵包括反胃、嘔吐、發冷以及發高燒，然而需要注意的是，有部份的情況之下，病徵需要直到病情進展到進一步的時候才顯露。而有十個百分比的情況，病者會有頸部腫脹的情況（見圖），而這種情況之下，病者則會有比正常情況之下的更高死亡率。
除了發生在感染局位的病徵之外，病人可能只會感受到一些常見於其他疾病，又無顯著特點的病徵，例如情緒低落、蒼白、心跳加快等。這些病徵是由於一種釋放自細菌的毒素所引致的，並繼而發展成低血压的狀況。白喉外毒素長期效應包括心肌症及發生在感觉神经元的周邊神经病变。
而以白喉的皮膚感染來說，通常牽涉及先前存在的皮膚病的继发性传染。白喉皮膚感染的迹象將會在第一隻皮膚病出現後平均七天後出現。

## 诊断
美国疾病控制和预防中心（CDC）所使用的白喉确诊基于实验室和临床检测。

### 实验室标准
- 患者样板可分离出白喉棒状杆菌
- 白喉組織病理学诊断

### 临床标准
- 上呼吸道疾病，伴有咽炎
- 低烧
- 咽部、扁桃体（可能有鼻部）伴随性假膜

## 治疗方法
- 口服激素紧急治疗，可在3小时左右缓解肿胀恢复呼吸通畅，口服缓解期为一周。此周充分休息多喝水以身体本身免疫系统治疗康复。如果口服激素一周后症状继续，可口服盘尼西林一周治愈。
- 极少数体质对激素缓解无效，则必须动手术切除发炎肿胀处。
- 红霉素（口服或注射）14天（40mg/kg每天，最大剂量2 g/天）
- 普鲁卡因青霉素G肌肉注射14天（体重小于10公斤患者300,000 U/天，否则600,000 U/天）。青霉素或红霉素过敏患者可用利福平，氯洁霉素代替。

## 流行病学
白喉是一种严重的疾病，其致死率为5%~10%，并在小于5岁的儿童和大于40岁的成年人中可达到20%之高。人類是白喉棒狀桿菌唯一天然宿主，主要是藉著飛沫傳染。白喉爆发虽然现在已经少见，但仍然存在，甚至出现在发达国家。1980年代后期，前苏联解体后，因为儿童预防免疫率的下降，曾经有过暴发性的白喉病例出现在其成员国。1991年前苏联的病发率为2000例。据红十字会约算，至1998年止独联体发病人數可高达200,000，导致5,000人死亡。正因为如此激烈的增长，吉尼斯世界纪录将白喉评为“最具复活能力的疾病”。

### 普通参考
- Holmes RK, Diphtheria and other corynebacterial infections. in Harrison，内科学原理, 16版。（2005年）